# Jenschwitz
Jenschwitz (obersorbisch Jeńšecy) ist eine mittelalterliche Ortswüstung in Hoyerswerda an der Schwarzen Elster.

## Geschichte

Inventur über veräußerte Grundstücke der Vorwerke der Herrschaft Hoyerswerda, mittig mit der Erwähnung von Jenschwitz, 1681.

Bereits in der Eisenzeit existierte im Bereich der heutigen Wüstung eine Ansiedlung, die allerdings auf der gegenüberliegenden Seite der Schwarzen Elster lag. Diese Ansiedlung fällt damit in die Zeit der Lausitzer Kultur und wurde von einem nicht sicher identifizierbaren Volksstamm bewohnt. Nach dem Ende der Lausitzer Kultur bis zur zweiten Phase des mittelalterlichen Landesausbaus war das Land unbewohnt.
Im Zuge der Besiedlung des Umlandes von Hoyerswerda im 12./13. Jahrhundert durch überwiegend sorbische Siedler wurde unweit der Schwarzen Elster eine kleine Siedlung gegründet. Vermutlich erfolgte die Gründung durch einen Lokator.
Ebenfalls in dieser Zeit dürfte ein erster Übergang über den Fluss in Ortsnähe geschaffen worden sein, der bis heute an dieser Stelle besteht.
Vermutlich durch die Gründung der Stadt Hoyerswerda in unmittelbarer Nähe und durch Umwelteinflüsse, wie die regelmäßig wiederkehrenden Überschwemmungen der Schwarzen Elster an der Ortsstelle, wurde Jenschwitz bereits vor oder während des Spätmittelalters aufgegeben. Laut einer Hoyerswerdaer Ortschronik aus dem Jahr 1850 verließen die Einwohner ihr Dorf, weil der Untergrund zu sumpfig war und die Häuser nicht dauerhaft gegründet werden konnten.
Im Urbarium der Herrschaft Hoyerswerda von 1568, einem Wirtschaftsbericht über sämtliche Dörfer der Herrschaft, wird Jenschwitz bereits nicht mehr erwähnt, jedoch die bei Jenschwitz liegende Hummelmühle, sowie ein Paul Jenkez aus dem nahe gelegenen Dorf Zeißig, dessen Nachname durchaus als Hofname auf Jenschwitz noch hindeuten könnte.
Im 17. Jahrhundert wird Jenschwitz schließlich als Teil des Vorwerkes Hoyerswerda erwähnt. Seinerzeit war die Ortsflur Ackerland. Dabei wurden Teile von Jenschwitz jedoch bereits vor der Auflösung der Herrschaft verkauft. Johann Georg II., Kurfürst von Sachsen, dem die Herrschaft seit 1660 gehörte, verpfändete diese ab 1662 bis 1669 an Leopold Wilhelm Markgraf von Baden für eine Tonne Gold.  Den Verwaltern Leopold Wilhelms war es offensichtlich daran gelegen, so viel wie möglich Gewinn aus der absehbar kurzen Zeit des Besitzes zu ziehen, und so veräußerten sie auch Grundbesitz der Herrschaft; so auch Teile von Jenschwitz, wie die weiter unten beschriebene Inventur von 1681 feststellt. Das restliche Vorwerk wurde schließlich 1786 in Erbpacht an Bauern der Umgebung abgegeben, infolgedessen auch Jenschwitz.
Heute ist die Wüstung ein Bodendenkmal, auf dessen Terrain teilweise nach 1945 eine wilde Müllhalde entstand, die bis circa 1980 bestand. Die heute dort befindliche Gartensparte „Jenschwitz e. V.“ befindet sich jedoch nur zum Teil im historischen Areal. Die restlichen Teile werden als Grünland genutzt und befinden sich überwiegend in Privatbesitz. Ein Weg, der von der Görlitzer Brücke über die Elster zur Bahnstrecke führt, trägt den Namen An der Jenschwitz/Pola Jeńšec.

## Ortsname
Ernst Eichler führt den Ortsnamen auf einen Personennamen Jan-š, Jensch zurück, der deutsche Ortsname entspricht dabei dem sorbischen Namen Jeńšecy. Er verweist dabei auf eine ähnliche Entwicklung bei Jannowitz (sorbisch Janecy), Jenkwitz (Jenkecy), Johnsdorf bei Königswartha (ebenfalls Jeńšecy), Jänschwalde (Janšojce) und die beim schlesischen Słupice (ehemals Schlaupitz) liegende Kolonie Jentschwitz. Aller Wahrscheinlichkeit ist der Personenname der Name des Lokators.
Da das Archiv der Herrschaft Hoyerswerda mehrfach stark dezimiert wurde, ist eine Ersterwähnung erst für das Jahr 1650 erhalten, als der Ort längst wüst lag. In einem Dokument ist von den Jenzischen Brücken die Rede. In einer Inventur des Amtes Hoyerswerda vom 29. August 1681 ist die Bezeichnung auffn Jenzschwiz im Gebrauch. Seit 1744 taucht der Flurname in heutiger Schreibweise auf.
Paul Kühnel erwähnt außerdem für Hoyerswerda 1891 folgende Flurnamen: Jenschwitz, bereits auch in der sorbischen Form Jeńšecy, dazu die Jenschwitzbrücke und die Jenschwitzer Flur.

## Ortssagen
Der sorbische Bauer Johann Hantscho-Hano aus Schleife berichtete um 1880 von einer Hoyerswerdaer Sage, nach welcher in der Schwarzen Elster ein Flussgeist (sorb. ducha) leben würde, der jedes Jahr ein Menschenopfer sich hole. Diese Erzählung deutet auf die Schwierigkeiten hin, welche der Fluss den Menschen an seinem Lauf bereitet hat und die vermutlich auch zur Aufgabe von Jenschwitz geführt haben.
Außerdem wurde die in einer Ortschronik von 1850 erwähnte, vermutlich historische Erzählung der Ortsaufgabe durch eine noch um 1900 allgemein bekannte Sage ergänzt, die dem Vinetamotiv stark ähnelt. Demnach soll Jenschwitz im Untergrund versunken sein und noch in späteren Zeiten jedoch hätte man an der Stelle gelegentlich die Glocken eines Kirchturmes hören können.
Dagegen schreibt Michał Hórnik: „Jeńšecy – městnosć při puću do Wojerec, hdźež je hać do 30.lětn. wójny wjes stała“, übersetzt: „Jenschwitz, eine Örtlichkeit am Wege nach Hoyerswerda, wo bis zum Dreißigjährigen Krieg ein Dorf stand.“